# Deventer Boekenmarkt

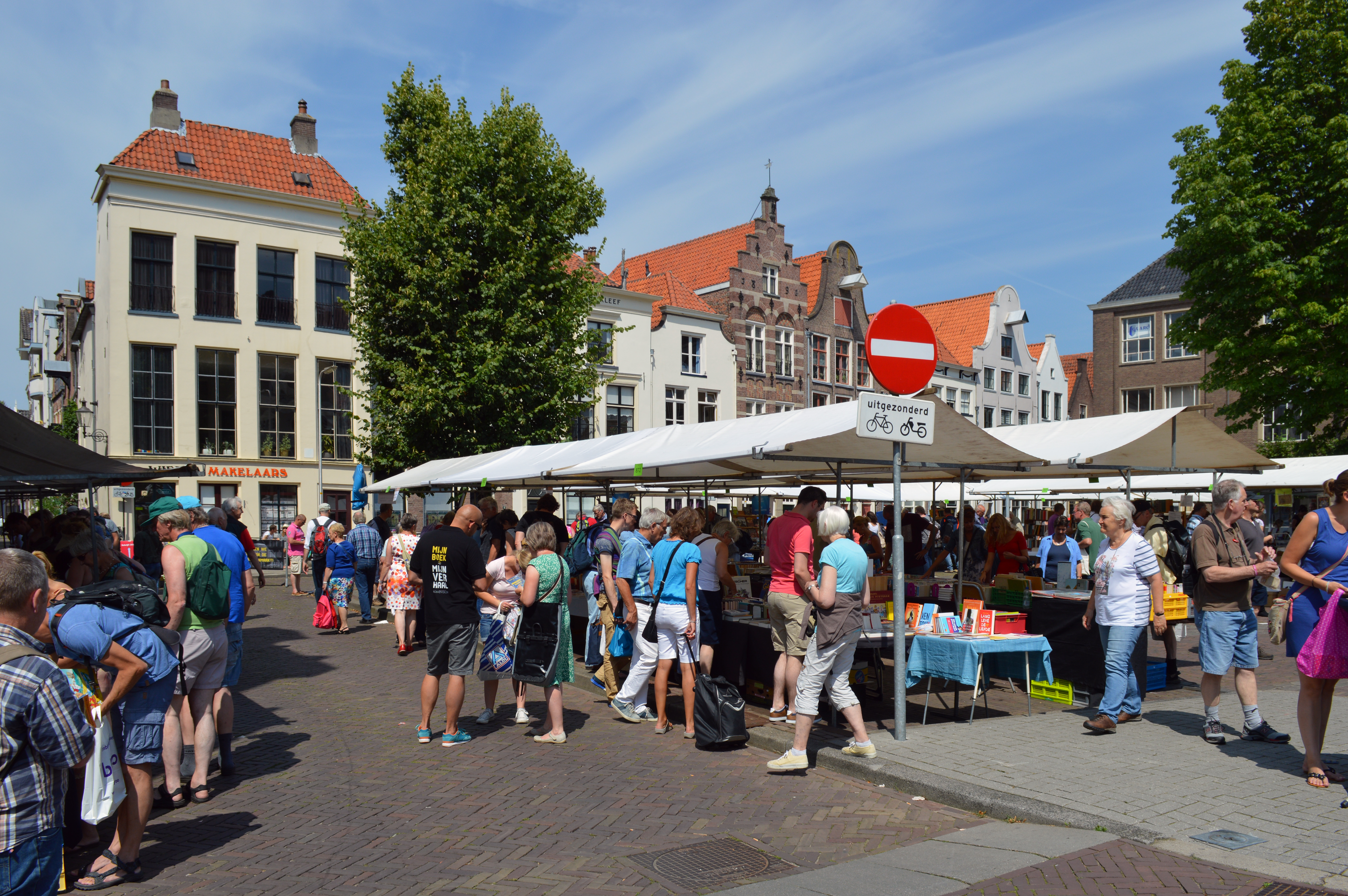
Kramen met boeken op de Nieuwe Markt, 2015

De Deventer Boekenmarkt is een jaarlijks evenement in het centrum en langs de IJsselkade in Deventer en wordt gezien als de grootste boekenmarkt van Europa.
De boekenmarkt wordt gehouden op de eerste zondag van augustus en trekt ieder jaar zo'n 120.000 bezoekers. De eerste editie vond plaats in 1989 met ruim 100 boekenkramen op de Welle. Nu zijn er in totaal circa 875 kramen met honderdduizenden boeken, tijdschriften, kaarten en aanverwante. Ruim 6 kilometer markt met deelname van vele gerenommeerde boekhandelaren en antiquariaten uit het hele land. De markt begint officieel om 9.30 uur en duurt tot 17.30 uur. Om 7.00 uur verschijnen echter al de eerste liefhebbers.
In 2008 vond de markt voor de twintigste keer plaats; er waren volgens de organisatie dat jaar 130.000 bezoekers, een aantal dat in 2014 werd geëvenaard. Met 75.000 bezoekers was de editie 2009 vanwege de regen de slechtst bezochte in jaren. Aan de 878 kramen op de markt wordt jaarlijks naar schatting voor zo'n 900.000 euro aan boeken omgezet.
De vijfentwintigste editie in 2013 had als thema Zonder bananendoos geen boekenmarkt, verwijzend naar een door veel handelaren gebruikt vervoers- en presentatiemiddel. Tijdens de 26ste editie werd het idee geopperd om in 2015 twee weken voorafgaand aan de markt verschillende activiteiten op het gebied van taal en boeken te organiseren in de vorm van een festival.
Na een afwezigheid van twee jaar vanwege de coronapandemie was er in 2022 een boekenmarkt in afgeslankte vorm. Er waren ca. 500 kramen.

## Nevenactiviteiten
De markt kent een aantal nevenactiviteiten op cultureel gebied zoals muziekoptredens, beeldende kunst en het Deventer schrijverspodium. Bekend was ook poëziefestival Het Tuinfeest in de stadstuinen rond theater-restaurant Bouwkunde aan de vooravond van de boekenmarkt. Daar kwamen tot 2019 dichters en liefhebbers uit heel Nederland op af.
In aanloop naar de boekenmarkt wordt sinds 2021 het Woordwaarde Festival gehouden, destijds ontstaan doordat de boekenmarkt niet kon doorgaan.

## Onderscheidingen
In 2014 won de Deventer Boekenmarkt de Boudewijn Büchprijs.